# Cognomi sardi
I cognomi sardi (in lingua sarda sambenados o sangunaus) sono l'insieme dei cognomi, buona parte dei quali provenienti dalla lingua sarda, aventi una tradizione storicamente identificabile con l'isola di Sardegna e nei luoghi di emigrazione dei Sardi nel mondo.

## Storia

### Epoca romana

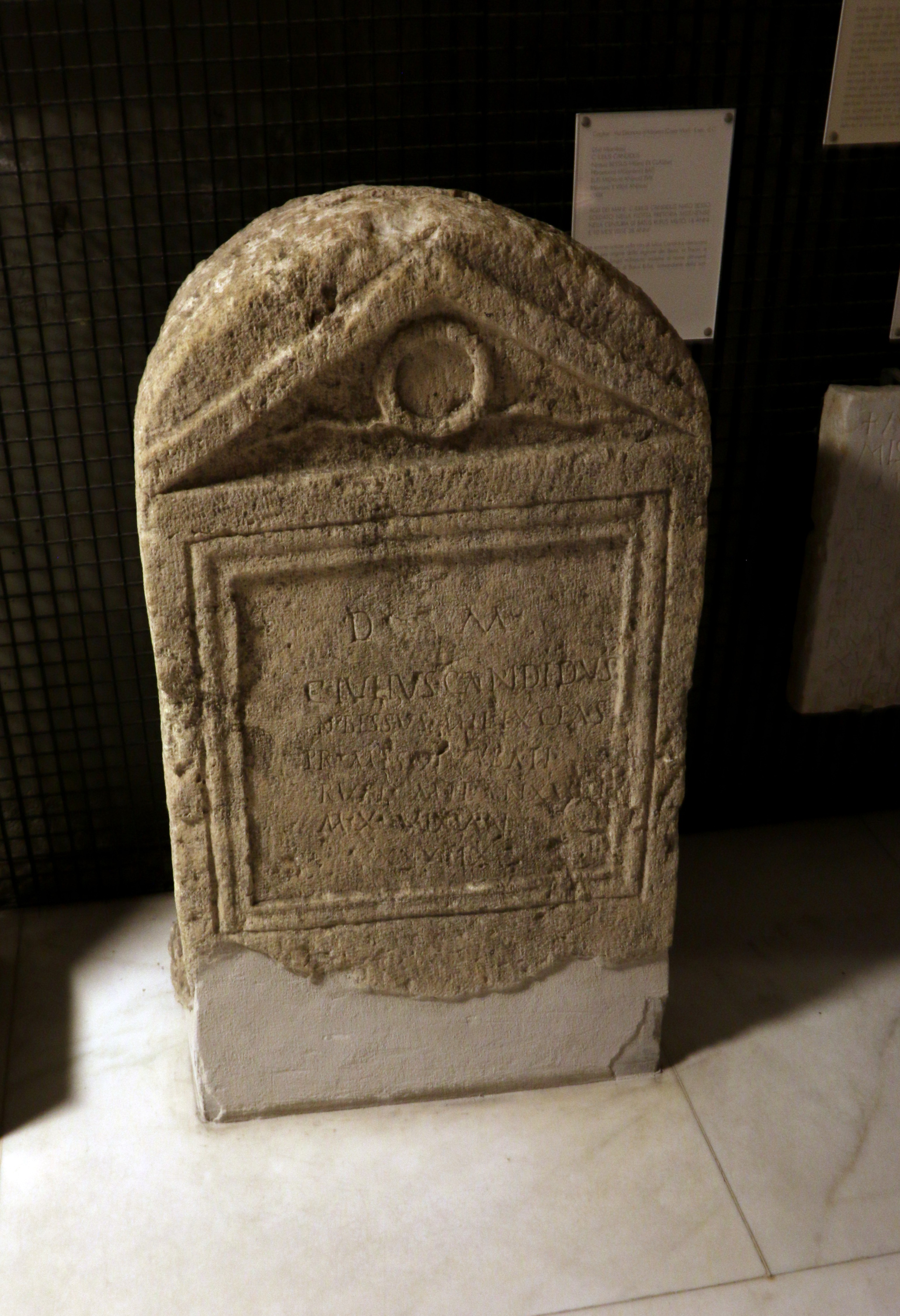
Stele funeraria di Caius Iulius Candidus, II secolo d.C., museo archeologico nazionale di Cagliari

L'onomastica romana prevedeva l'uso di un nomen (che indicava il gentilizio) e di un cognomen (soprannome aggiuntivo al gentilizio). 
Con la frantumazione dell'impero romano d'Occidente, il cognome cadde gradualmente in disuso e si tornò al solo prenome per identificare una persona, secondo la costumanza germanica. La tendenza semplificatrice che prediligeva il nome singolo era tuttavia già iniziata nel periodo tardo-romano.
In epigrafi funerarie di età romana in Sardegna talora appaiono onomastici che riprenderanno vita in epoca medievale e/o moderna. Citiamo ad es.: Torbenius Kariti (Fordongianus) che si riverbera nel medievale Torbenio / Torbeni / Torbini / Turbini / Dorbeni; Monioritinus (CIL, X, 7877), riallacciabile al cognome Moni / Monni; Baris / Barix e il medievale Barisone / Parisone; Valeria Amoccada (Villamassargia) all'odierno cognome Mocco; Ietoccor Torceri filius (Busachi) al medievale Ithoccor e all'odierno Stoccoro.

### Medioevo ed epoca moderna
capo di circoscrizione, e Costantino de Baniu chierico e Pietro Marki chierico di Solarussa, e Pietro d’Ardaule chierico, e
Pietro Contu e Costantino Rue e Terico Maiu e Daniele Kerssa e Pietro Coco e Bencivenni e Pietro Manis.»
(Dal Condaghe di Santa Maria di Bonarcado, XII-XIII secolo)
L'onomastica sarda, inclusi gli attuali cognomi tradizionali, ebbe origine nel medioevo. Tra le più preziose fonti per lo studio dell'onomastica sarda antica sono da citare i condaghi, registri amministrativi del periodo giudicale redatti in lingua sarda e risalenti all'XI-XIII secolo, nonché la Ultima Pax Sardiniae, trattato di pace del 1388 in latino tra Giovanni I di Aragona ed Eleonora d'Arborea, in cui si ritrova la maggioranza dei cognomi sardi odierni, spesso scritti con una grafia leggermente differente (es. De Thori, oggi Dettori).

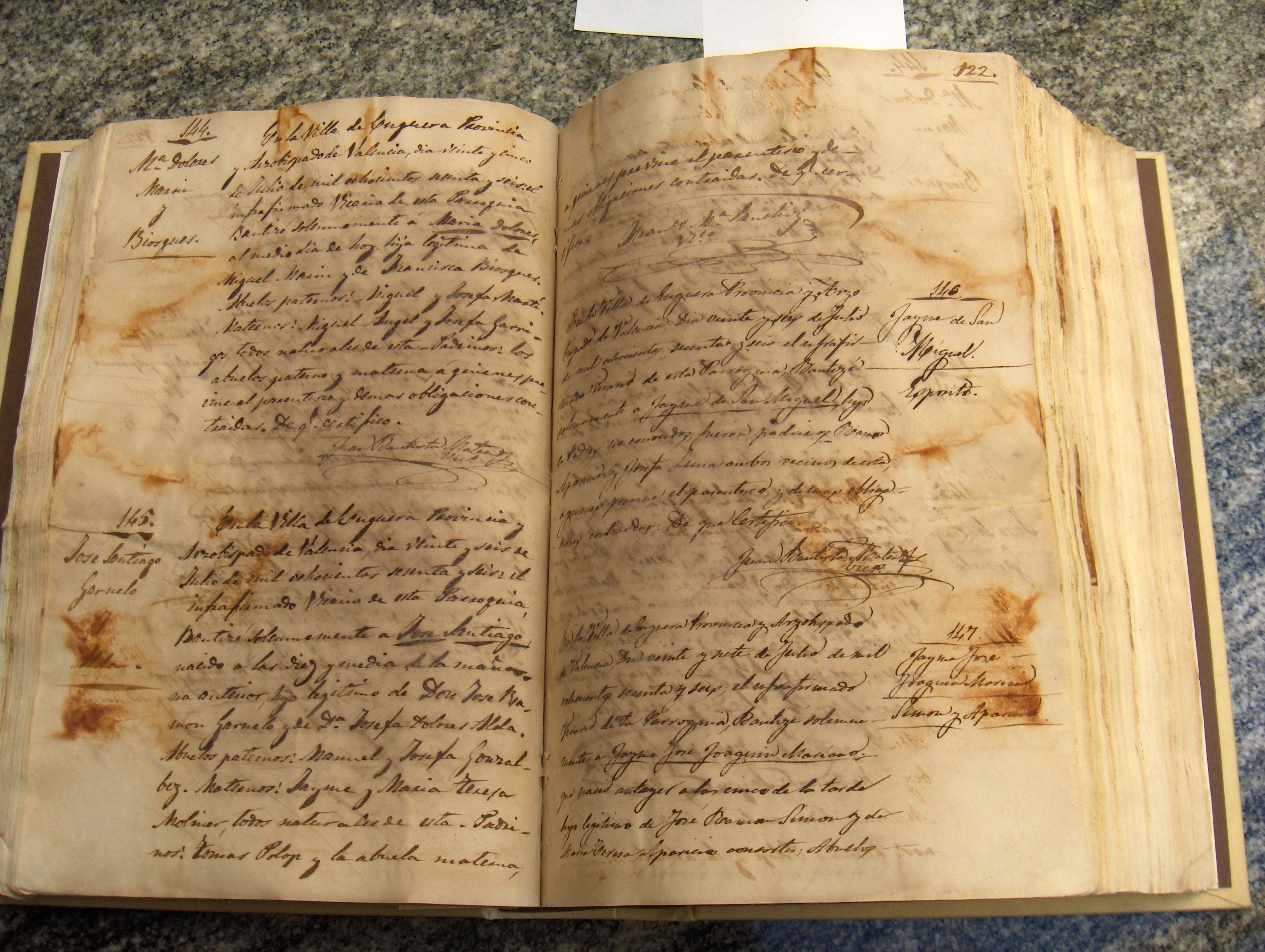
Esempio di Quinque Libri

Dalla metà del XVI secolo, grazie all'istituzione dei Quinque Libri, decisa al Concilio di Trento, è possibile ricostruire la storia e l'evoluzione dei cognomi generazione dopo generazione. Di frequente i cognomi venivano ereditati dalla parte materna, sin dal medioevo fino all'epoca contemporanea.

## Varietà
Buona parte dei cognomi propriamente sardi deriva dalla lingua sarda, denotando toponimi (es. Bitti, da Bitti o Onnis/Onni/, Fonnesu, da Fonni), in particolare di antichi villaggi (es. Kerki, villaggio della curatoria della Nurra, cogn. odierno Cherchi, o Sogus, nella curatoria di Gippi, da cui Sogus e Desogus) oggi in larga parte scomparsi (è noto, come registra lo storico John Day, l'abbandono di centinaia di centri abitati sardi durante il XIV secolo, in concomitanza con la peste nera e la guerra sardo-catalana), nomi di animali (es. Angioni, Angioi "agnello", Porcu "maiale", Piga "gazza", Cadeddu "cucciolo di cane" etc.), nomi di piante (es. Meloni "melone", Floris, Flore "fiore", Figus "fico" etc.), nomi di colori (es. Biancu "bianco", Nieddu "nero" etc.), soprannomi vezzeggiativi (es. Pittau "Sebastiano") talvolta indicativi di un tratto personale (es. Mannu "grande") o di un rapporto di filiazione (es. Corbeddu, "figlio/-a di Corbu"), e in minor misura antroponimi (es. Catte, Marche "Marco" etc.) o nomi di mestiere (es. Frau "fabbro"); alcuni sono derivabili da forme riconducibili al sostrato protosardo e talora già attestate come forme onomastiche in epigrafi sarde di epoca romana.

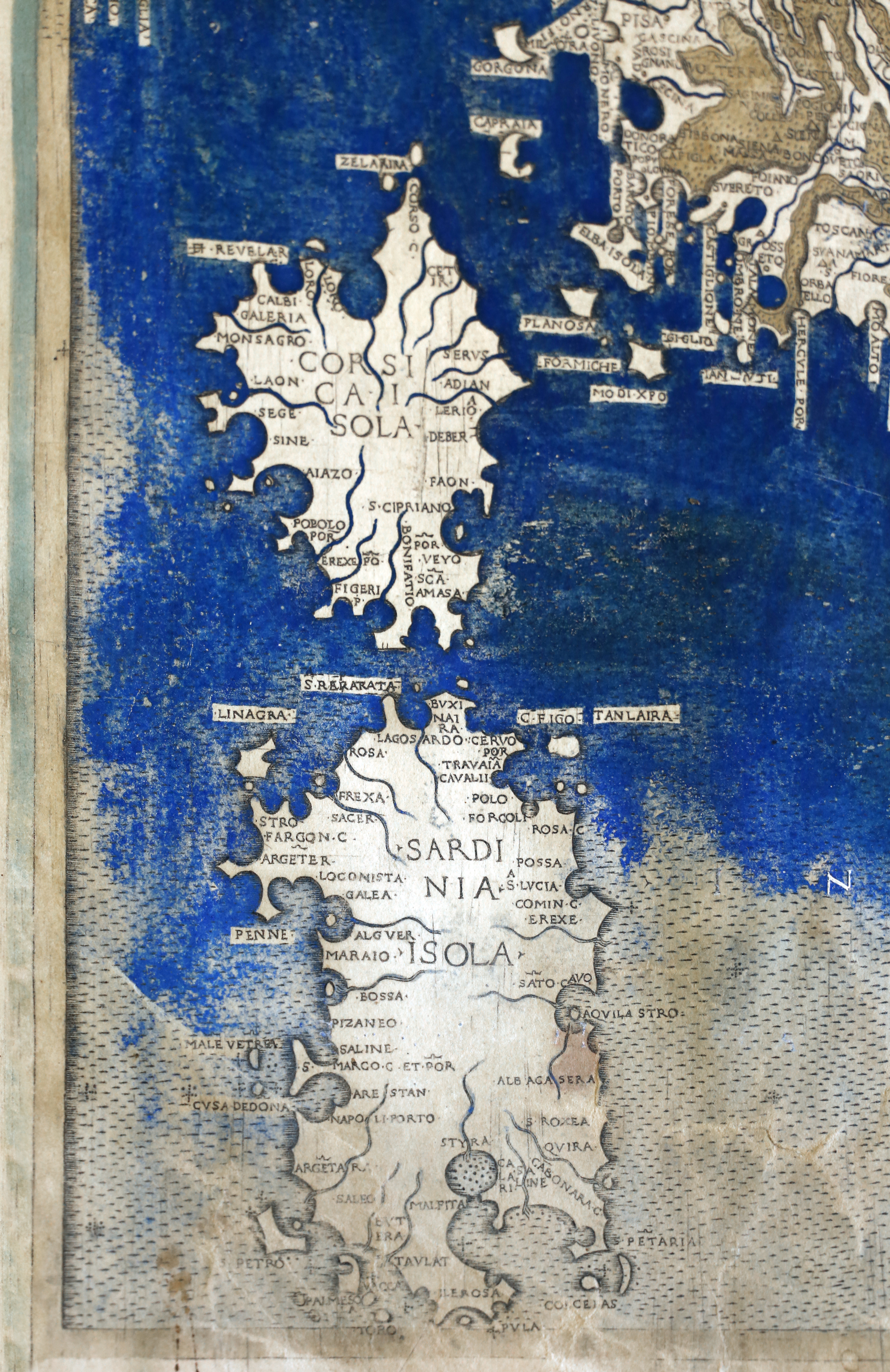
Sardegna e Corsica, Francesco Berlinghieri

Tra i cognomi sardi di origine esterna, talvolta sardizzati, la percentuale più rilevante (7% del totale) è costituita da quelli còrsi o che indicano una possibile antica origine còrsa (es. Còssu, anticamente scritto Corsu "Corso" o Còssiga da "Corsica"); questi sono diffusi principalmente, ma non esclusivamente, nelle aree corsòfone della Gallura, dell'Anglona e del Sassarese. Un considerevole flusso migratorio proveniente dall'altra sponda delle Bocche di Bonifacio si verificò, infatti, sin dal medioevo e si esaurì solo nei primi decenni del XIX secolo.
Relativamente comuni sono anche i cognomi originari della penisola italiana o che indicano una possibile origine italiana (es. Massa da Massa, anticamente Di/De Massa, es. Arsocco di Massa, Pisanu/o da Pisa, Pirisinu, anticamente Perusinu, da Perugia o ancora Lucchesu che può indicare sia una provenienza da Luche, villaggio antico del giudicato di Gallura, che da Lucca), alcuni dei quali documentati a partire dal periodo giudicale; in particolare, per quel periodo, cognomi liguri e toscani per via dei rapporti politici e commerciali tra la Sardegna e le due repubbliche marinare di Genova e Pisa; tra i più illustri e influenti per la storia della Sardegna si possono citare i Lacon-Massa (Obertenghi), i Doria, i Visconti etc.
Si rileva inoltre la presenza di cognomi iberici od originari della penisola iberica e provenienti nello specifico dalla Catalogna (es. Aymerich , Canelles, Sanjust ecc.), giunti sull'isola perlopiù durante il plurisecolare periodo aragonese e spagnolo, per quanto non manchino diverse attestazioni di cognomi financo illustri già attestati nei condaghi giudicali, ad esempio tal Iohanne Cadalanu ("Giovanni Catalano") o Gosantine de Maiorica ("Costantino da Maiorca"), o ancora la stessa famiglia giudicale arborense dei De Serra Bas (in parte discendente dai Cervera, Visconti di Bas, che portarono in Arborea un numeroso seguito, tra cui forse il capostipite dei Garau, dal catalano Guerau "Gherardo").

## Frequenza

### Cognomi più diffusi
I venti cognomi più diffusi in Sardegna sono i seguenti:
1. Sanna ("zanna")
2. Piras (dal villaggio di Piras, Arborea, Sulcis, Logudoro[8])
3. Pinna ("penna")
4. Serra (dal villaggio di Serra, Campidano di Cagliari e Corsica[8])
5. Melis ("miele")
6. Carta ("carta")
7. Mura ("mora di gelso")
8. Meloni ("melone")
9. Manca ("mancino")
10. Lai (dal villaggio di Elài, Monteacuto[24])
11. Murgia ("salamoia")
12. Porcu ("maiale")
13. Cossu ("còrso"[25])
14. Usai (dal villaggio di Biddusà, Mandrolisai[8])
15. Loi (dal villaggio di Iloi, Arborea[26])
16. Marras ("zappe")
17. Orrù ("rovo")
18. Dessì (dal paese di Sini, che in epoca medioevale veniva chiamato Sii)
19. Floris ("fiore")
20. Fadda ("errore" o "fata")

### Cognomi più diffusi per provincia
I dieci cognomi più diffusi nelle vecchie provincie sarde.
| Provincia         | Cognomi                                                                   |
| ----------------- | ------------------------------------------------------------------------- |
| Cagliari          | Melis, Piras, Sanna, Serra, Meloni, Lai, Murgia, Pinna, Orrù, Loi.        |
| Medio Campidano   | Sanna, Piras, Melis, Murgia, Pinna, Serra, Madeddu, Atzeni, Garau, Urru.  |
| Carbonia-Iglesias | Pinna, Melis, Piras, Sanna, Serra, Manca, Pintus, Diana, Floris, Lai.     |
| Ogliastra         | Lai, Piras, Loi, Melis, Deiana, Usai, Murru, Demurtas, Serra, Mereu.      |
| Nuoro             | Sanna, Piras, Manca, Carta, Porcu, Lai, Mura, Pinna, Floris, Serra.       |
| Oristano          | Sanna, Piras, Pinna, Manca, Mura, Carta, Serra, Meloni, Melis, Porcu.     |
| Sassari           | Sanna, Pinna, Piras, Manca, Mura, Sechi, Cossu, Solinas, Canu, Chessa.    |
| Olbia-Tempio      | Sanna, Deiana, Spano, Carta, Cossu, Addis, Pinna, Careddu, Meloni, Azara. |